# Joya de Cortés
Joya de Cortés är en ort i Mexiko.   Den ligger i kommunen Salamanca och delstaten Guanajuato, i den centrala delen av landet, 250 km nordväst om huvudstaden Mexico City. Joya de Cortés ligger 2 021 meter över havet och antalet invånare är 143.
Terrängen runt Joya de Cortés är huvudsakligen lite kuperad. Joya de Cortés ligger nere i en dal. Runt Joya de Cortés är det ganska tätbefolkat, med 230 invånare per kvadratkilometer. Närmaste större samhälle är El Recuerdo de Ancón, 19,5 km söder om Joya de Cortés. I omgivningarna runt Joya de Cortés växer huvudsakligen savannskog.